# Le Diable et les Dix Commandements
Pour plus de détails, voir Fiche technique et Distribution.
Le Diable et les Dix Commandements est un film à sketches franco-italien réalisé par Julien Duvivier, sorti en 1962. Il est composé de 8 sketches, dont deux qui couvrent chacun 2 commandements, ce qui porte bien le total à 10. Cependant, le 2e sketch fut supprimé pour la version sortie en salles (qui présentait les sketches dans l'ordre 1-4-3-5-6-7-8) et resta un long moment inédit avant d'être réintégré dans les versions DVD et Blu-ray. 

## Synopsis
C’est le Diable incarné en serpent, avec la voix off de Claude Rich, qui commente les épisodes et sert de fil rouge.

### 1erépisode:Tu ne jureras point
Jérôme Chambard, un retraité que les religieuses de Saint-Vincent de Paul ont recueilli et qui assure la maintenance du couvent, jure comme un charretier à leur grand effroi. N’obtenant aucune amélioration de sa part, elles s'apprêtent à s’en séparer. Mais lorsque l’évêque leur rend visite, Jérôme reconnaît en lui son ami d'enfance. Ce dernier lui donne l'absolution à condition qu'en pénitence, Jérôme apprenne les dix commandements.

On les retrouve dans le 8e épisode, épilogue du film.

### 2eépisode:Luxurieux point ne serasetL'œuvre de chair ne désireras qu'en mariage seulement
À Paris, Philippe Dancourt, 25 ans, est un client du « Grisbi », une boîte de striptease, et un fervent admirateur du numéro de charme (qu'il a vu 27 fois) de la blonde et évanescente « Tania ». Mais ce soir-là, énormes déception et frustration ! Le numéro de Tania n'est plus au programme. Philippe parvient à obtenir l'adresse personnelle de Tania grâce à trois des collègues de travail de celle-ci. Tania réside dans le 16e arrondissement où il se rend dès le lendemain. L'immeuble cossu correspond, comme il l'imaginait, au standing de sa « belle nébuleuse blonde » ; il s'adresse au concierge et tombe des nues quand il apprend que Tania — nom d'artiste de Mauricette — est la femme du concierge Paulo. Philippe demande à celui-ci s'il pourrait la voir ; Paulo, le prenant pour un impresario, lui propose d'attendre le retour de Mauricette partie faire des courses. Philippe en profite pour relater à Paulo — qui n'a jamais vu le numéro de Tania — l'éblouissante prestation de « La plus belle (des danseuses du Grisbi) » ; il n'a pas assez de superlatifs pour la décrire allant jusqu'à déclarer que « C'est Jeanne d'Arc montant au bucher ». Mauricette arrive avec un cabas rempli de poireaux et de choux. Philippe va de déconvenues en déconvenues : Mauricette n'est ni blonde ni nébuleuse ; dans la vraie vie, c'est un titi parisien avec la gouaille qui lui sied. Philippe, anéanti, désire prendre congé tout de suite, mais Mauricette, qui a reconnu son fervent admirateur du Grisbi, veut absolument avoir son avis sur son prochain numéro : « L'Escargot malicieux », un twist endiablé. Pendant ce temps, Paulo a découvert, subjugué, les photos du numéro de Tania qu'il avait dédaignées jusqu'à présent. Les deux hommes deviennent très pressés : Philippe, de fuir cette Mauricette qui a brisé ses rêves tandis que Paulo ferme illico sa loge pour que sa femme lui fasse immédiatement son fabuleux numéro.

### 3eépisode:Tu ne tueras point
La sœur du séminariste Denis Mayeux s’est suicidée par désespoir à cause d’un criminel, Garigny, qui l’a forcée à se prostituer. Denis renonce à ses vœux pour pouvoir venger sa sœur en faisant arrêter le criminel. Craignant que Garigny ne soit condamné qu’à quelques mois de prison, Denis le provoque de façon que celui-ci soit surpris par la police au moment où il le tue d'un coup de fusil. 

### 4eépisode:Tu ne convoiteras point
Pour obtenir un superbe collier de prix, une pièce unique, Françoise Beaufort trompe son mari Georges, dramaturge en mal de succès, avec le riche et volage Philip Allan, époux de son amie Micheline. Elle dissimule ensuite son collier parmi des bijoux de fantaisie et les met dans un sac qu'elle dépose à la consigne d’une gare. Puis elle dit à son mari qu’elle a trouvé un reçu de consigne et c'est lui qui va retirer l'objet. Lorsque Françoise rentre à son domicile le soir, elle trouve Micheline parée du fameux collier.

### 5eépisode:Un seul Dieu tu adoreras
Dieu arrive dans une ferme isolée de la montagne auvergnate, accomplit un faux miracle (le grand-père qui simulait la paralysie), adoucit l'agonie de la grand-mère et s'en va après lui avoir fermé les yeux. Mais il est rattrapé par les infirmiers de l’hôpital psychiatrique d’où il s’est évadé.

### 6eépisode:Tes père et mère honorerasetTu ne mentiras point
Pierre, étudiant de « 20 ans ½ », fils unique des Messager, un couple d'hôteliers de la côte normande, fait part à son père Marcel de son désir de quitter au plus tôt le foyer familial à cause du caractère perpétuellement ronchon de sa mère Germaine et de la passivité paternelle. Marcel lui révèle alors que Germaine, qui l'a élevé, n'est pas sa mère biologique, mais qu'il est le fils de Clarisse Ardant, une célèbre comédienne. Poussé par la curiosité, Pierre part en cachette à Paris et rend visite à Clarisse au théâtre où elle répète La Mégère apprivoisée. Ignorant qui il est, Clarisse le prend d’abord pour un admirateur et joue les enjôleuses, mais après que Pierre lui a dévoilé son identité, Clarisse lui avoue que Marcel Messager n'est pas son véritable père. Pierre, rentrant tardivement à la nuit chez ses parents adoptifs alarmés, redouble d'affection envers eux.

### 7eépisode:Tu ne déroberas point
Didier Marin, caissier de banque désinvolte et arrogant, est renvoyé par son patron. Juste avant qu’il ne quitte son guichet survient un braqueur auquel Didier laisse complaisamment dévaliser sa caisse. Il découvre ensuite l'identité du voleur et, en son absence, pénètre par effraction dans son appartement et récupère la valise contenant le magot. Mais les deux voleurs se retrouvent lors d'une confrontation, se disputent le butin et finissent par se mettre d’accord pour se le partager. Quand ils ouvrent la valise, ils n'y trouvent qu'un saucisson et un litre de rouge. La valise a été échangée par mégarde avec celle d'un clochard au bistrot où Didier avait donné rendez-vous à sa fiancée Janine. Le clochard, qui s'apprêtait à casser la croûte, est arrêté par des policiers qui le surprennent alors qu'il reste sidéré devant sa valise remplie de billets. 

### 8eépisode:Les dimanches tu garderas
On retrouve les protagonistes du 1er sketch. Jérôme est invité chez son ami l'évêque pour le déjeuner dominical. À force de trinquer avec Jérôme, l’évêque, complètement ivre, ne se souvient plus des dix commandements.

## Fiche technique
- Titre original : Le Diable et les Dix Commandements
- Réalisation : Julien Duvivier
- Assistants à la réalisation : Tony Aboyantz, Pierre Desfons
- Scénario, adaptation, dialogues :
  - 1er épisode : Tu ne jureras point
– Scénario : Julien Duvivier
– Dialogues : Henri Jeanson
  - 2e épisode : Luxurieux point ne seras et L'œuvre de chair ne désireras qu'en mariage seulement
– Scénario : Julien Duvivier
– Dialogues : Pascal Jardin
  - 3e épisode : Tu ne tueras point
– D'après la nouvelle de David Alexander, Tu ne tueras point
– Dialogues : René Barjavel
  - 4e épisode : Tu ne convoiteras point
– Scénario : Julien Duvivier et Maurice Bessy
– Dialogues : René Barjavel
  - 5e épisode : Un seul Dieu tu adoreras
– Scénario : Julien Duvivier
– Dialogues : René Barjavel
  - 6e épisode : Tes père et mère honoreras et Tu ne mentiras point
– D'après une idée de Maurice Bessy
– Dialogues : Henri Jeanson
  - 7e épisode : Tu ne déroberas point
– D'après la nouvelle de Richard Levinson et William Link
– Dialogues : Michel Audiard
  - 8e épisode : Les dimanches tu garderas
– Scénario : Julien Duvivier
– Dialogues : Henri Jeanson
- Décors : François de Lamothe, assisté de René Calviera et Frédéric de Pasquale
- Ensemblier : Robert Christidès
- Costumes : Tanine Autré
- Maquillages : Georges Bouban, assisté de Jacques Bouban
- Photographie : Roger Fellous, assisté de René Schneider et Agathe Beaumont
- Cadrage : Robert Schneider
- Son : Fernand Janisse
- Mixage-son : Guy Chichignoud
- Générique et effets spéciaux : Jean Fouchet
- Montage : Paul Cayatte, assisté de Nicole Colombier
- Musique : Georges Garvarentz, Guy Magenta, Michel Magne
- Direction musicale : Michel Magne (éditions musicales Eddie Barclay)
- Scripte : Annie Maurel
- Photographe de plateau : Walter Limot
- Régie générale : Paul Dufour
- Chefs de production : Álmos Mező, Ralph Baum
- Producteurs : Robert Amon, Claude Jaeger
- Sociétés de production : Filmsonor (France), Mondex Films (France), Procinex (France), Incei Films (Italie), Álmos Mező (Franco-Italienne), Intercontinental Productions (Italie)
- Sociétés de distribution : Cinédis (distributeur d'origine, France), Les Acacias (France), Tamasa Distribution (vente à l'étranger)
- Pays de production :  France,  Italie
- Langue originale : français
- Format : 35 mm — noir et blanc — 2,35:1 Franscope — son monophonique (Western Electric Sound System)
- Tirage : Laboratoire LTC Saint-Cloud — Société Optiphone
- Genre : comédie dramatique
- Durée : 120 min (en salles) — 139 min (DVD) — 145 min (Blu-ray)
- Dates de sortie :
  - France : 14 septembre 1962
  - Italie : 19 septembre 1962
  - États-Unis : 14 octobre 1963
- Classifications CNC : tous publics, Art et Essai (visa d'exploitation no 26180 délivré le 13 septembre 1962)

## Distribution
Sources : IMDb et Ciné-Ressources (Cinémathèque française). 
Claude Rich (voix off, non crédité) est le Serpent/le Diable qui commente les sketches.

### 1erépisode:Tu ne jureras point
- Michel Simon : Jérôme Chambard
- Lucien Baroux : monseigneur Hector Trousselier, l'évêque
- Claude Nollier : la mère supérieure
- Albert Michel : le marchand de primeurs
- Dany Jacquet : une jeune paroissienne
- Nina Myral (non créditée) : sœur Marie

### 2eépisode:Luxurieux point ne serasetL'œuvre de chair ne désireras qu'en mariage seulement
- Henri Tisot : Philippe Dancourt, l'admirateur de Tania
- Dany Saval : Tania/Mauricette
- Roger Nicolas : Paulo, concierge et mari de Mauricette
- Mireille Darc : la stripteaseuse costumée en veuve, collègue de Tania
- Betty Beckers : une stripteaseuse, collègue de Tania
- Sherry Young : une stripteaseuse, collègue de Tania
- Pierre Sergeol (non crédité) : le patron du Grisbi
- Paul Demange (non crédité) : Monsieur Arthur, un domestique de l'immeuble de Mauricette

### 3eépisode:Tu ne tueras point
- Charles Aznavour : Denis Mayeux, le frère de la suicidée
- Lino Ventura : Garigny, le proxénète
- Maurice Biraud : Louis, l’inspecteur de police
- Henri Vilbert : Alexandre, le restaurateur
- Maurice Teynac : le père supérieur
- Clément Harari : un homme de main de Garigny
- Pierre Fromont (non crédité) : un homme de main de Garigny
- Yana Chouri (non créditée) : une femme au restaurant
- Hénia Suchar (non créditée) : Catherine Mayeux, la suicidée

### 4eépisode:Tu ne convoiteras point
- Micheline Presle : Micheline Allan
- Françoise Arnoul : Françoise Beaufort
- Mel Ferrer : Philip Allan
- Claude Dauphin : Georges Beaufort
- Marcel Dalio (non crédité) : un joaillier de Van Cleef & Arpels
- Claude Piéplu (non crédité) : un vigile au « bal des bijoux » de Philip
- Philippe March (non crédité) : un vigile au « bal des bijoux » de Philip
- René Lefèvre-Bel (non crédité) : le majordome de Philip
- Marie-France Pisier (non créditée) : une invitée au « bal des bijoux » de Philip

### 5eépisode:Un seul Dieu tu adoreras
- Fernandel : Dieu ?
- Germaine Kerjean : la grand-mère
- Gaston Modot : Auguste, le grand-père
- Claudine Maugey : Marie, la fillette
- René Clermont : le père
- Josette Vardier : la mère

### 6eépisode:Tes père et mère honorerasetTu ne mentiras point
- Alain Delon : Pierre Messager
- Danielle Darrieux : Solange Beauchon alias Clarisse Ardant
- Madeleine Robinson : Germaine Messager
- Georges Wilson : Marcel Messager
- Roland Armontel : Monsieur Mercier
- Hubert Noël : l'amant de Clarisse
- Gaby Basset : l'habilleuse
- Dominique Paturel : le comédien qui joue le rôle de Petruchio dans La Mégère apprivoisée
- Raoul Marco : le comédien qui joue le rôle de Baptista dans La Mégère apprivoisée
- Robert Le Béal : le metteur en scène

### 7eépisode:Tu ne déroberas point
- Jean-Claude Brialy : Didier Marin, l'employé de banque
- Louis de Funès : Antoine Vaillant, le braqueur
- Armande Navarre : Janine Millaud, fiancée de Didier Marin
- Noël Roquevert : l'inspecteur de police
- Denise Gence : la chaisière qui donne l'adresse de Vaillant à Didier
- Jean-Paul Moulinot : le directeur de la banque
- Jean Carmet : le clochard
- André Gabriello : le brigadier
- Yves Barsacq : un agent sur le quai de la Seine
- Edmond Ardisson : un agent
- Jean Luisi : l'adjoint corse de l'inspecteur
- Jimmy Perrys (non crédité) : le bistrotier du Mistigri
- Henri Guégan (non crédité) : un homme à la confrontation
- Marc Arian (non crédité) : un homme à la confrontation

### 8eépisode:Les dimanches tu garderas
- Michel Simon : Jérôme Chambard
- Lucien Baroux : Monseigneur Trousselier
- Madeleine Clervanne : Delphine

## Tournage
- Période de prises de vue[3] : 26 mars à fin mai 1962
- Intérieurs[3] : studios de Boulogne (Hauts-de-Seine, France)
- Extérieurs[3],[4] : 
  - Bruges (Belgique) : sketches 1 et 8 (scène au marché, chemin de retour des sœurs au couvent, domicile de l'évêque)
  - Calvados, restaurant « Le Beau Site », promenade Marcel Proust à Cabourg : sketch 6 (« hôtel-restaurant des Messager »)
  - Hauts-de-Seine : 
    - Boulogne-Billancourt, brasserie « Le Maréchal » au pont de Saint-Cloud : sketch 7 (scènes au bistrot « Le Mistigri » avec Didier, Janine et le clochard)
    - Saint-Cloud, sketch 7 : restaurant « Au Soleil Levant » au pont de Saint-Cloud (Didier téléphone à Vaillant) et place de l'église (Didier gare sa Renault 4CV devant son domicile où l'attend l'inspecteur de police)

  - Paris : 
    - sketch 2 : immeuble sis au « n°7, boulevard Émile-Augier »[Note 1] (16e arr.), domicile de Tania/Mauricette
    - sketch 3 : « suicide de Catherine Mayeux » au quai de Valmy (10e arr.), Garigny sort de l'hôtel George-V, guetté par Denis (8e arr.), Denis et Garigny se retrouvent devant l'entrée de l'hippodrome d'Auteuil (16e arr.), Denis du « restaurant Alexandre » où il travaille (hôtel-restaurant « Au rendez-vous des amis ») jusqu'à son appartement rue Gabrielle (18e arr.)
    - sketch 4 : chez le joaillier Van Cleef & Arpels, place Vendôme (1er arr.), consigne cour de l'arrivée à la gare d'Austerlitz (13e arr.)
    - sketch 6 : Pierre Messager arrive au théâtre Sarah-Bernhardt (théâtre de la Ville), place du Châtelet (4e arr.)
    - sketch 7 : Vaillant fait le pied de grue devant l'Arc de triomphe du Carrousel (1er arr.), Didier sort de la confrontation et Vaillant l'accoste quai de la Tournelle (5e arr.), Didier et Vaillant s'achoppent sur les quais de la Seine (4e arr.)

  - Puy-de-Dôme, une route de la chaîne des Puys : sketch 5 (arrivée de « Dieu » à la ferme et retour en ambulance)

Quelques sites de tournage extérieur.
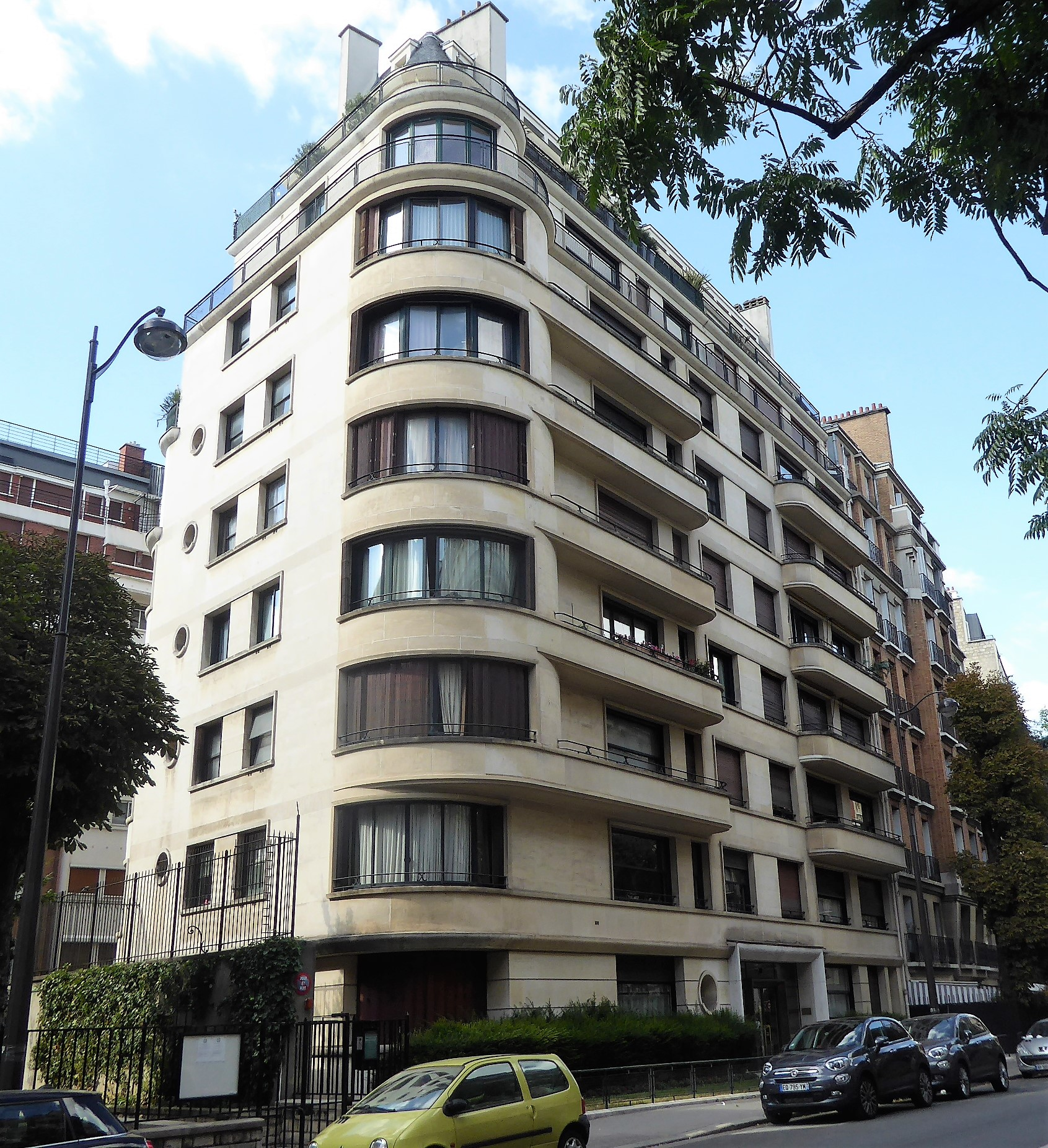
Résidence de « Tania » sur le boulevard Émile-Augier à Paris (16e arr), 2e sketch.
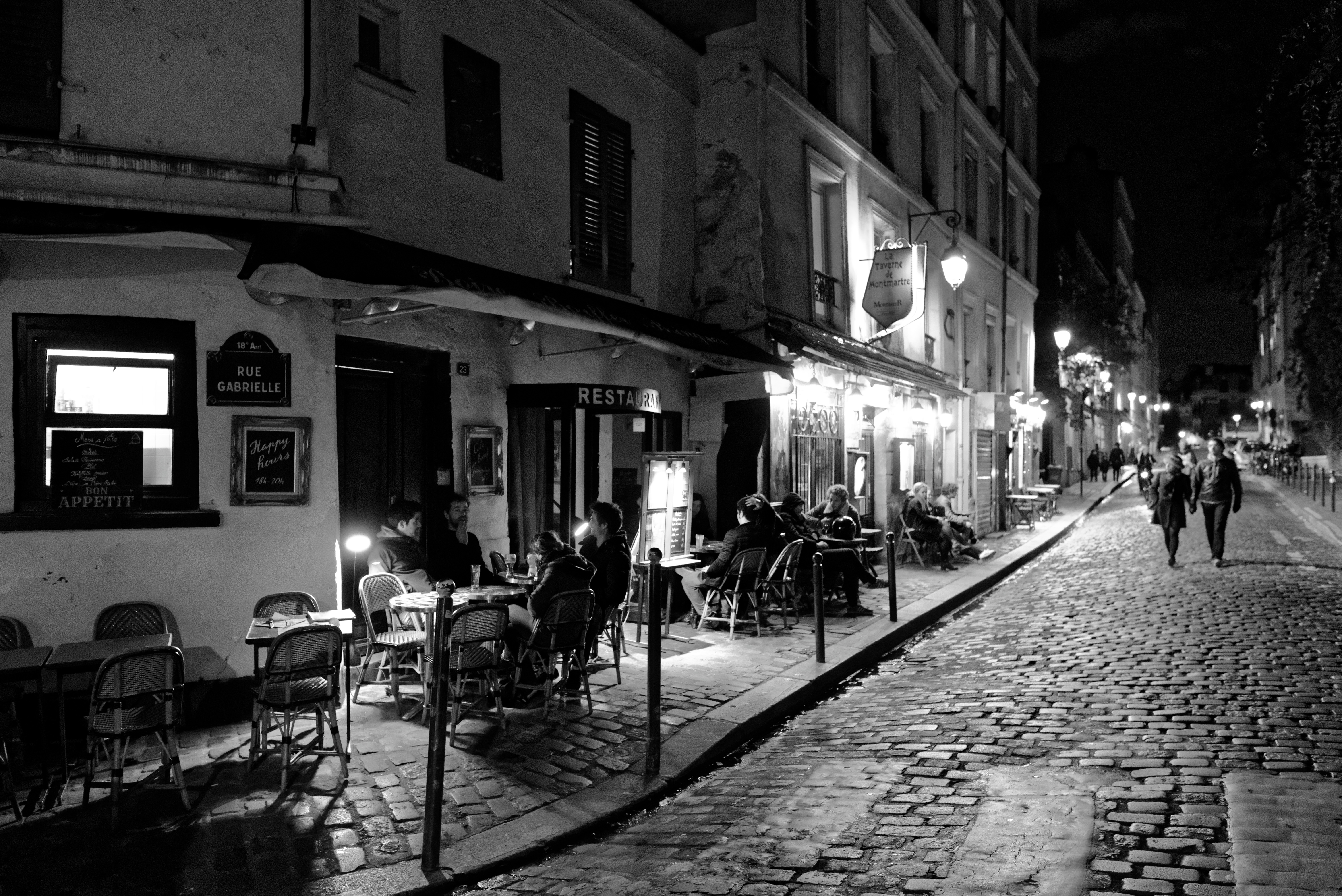
Rue Gabrielle à Paris (18e arr), 3e sketch.
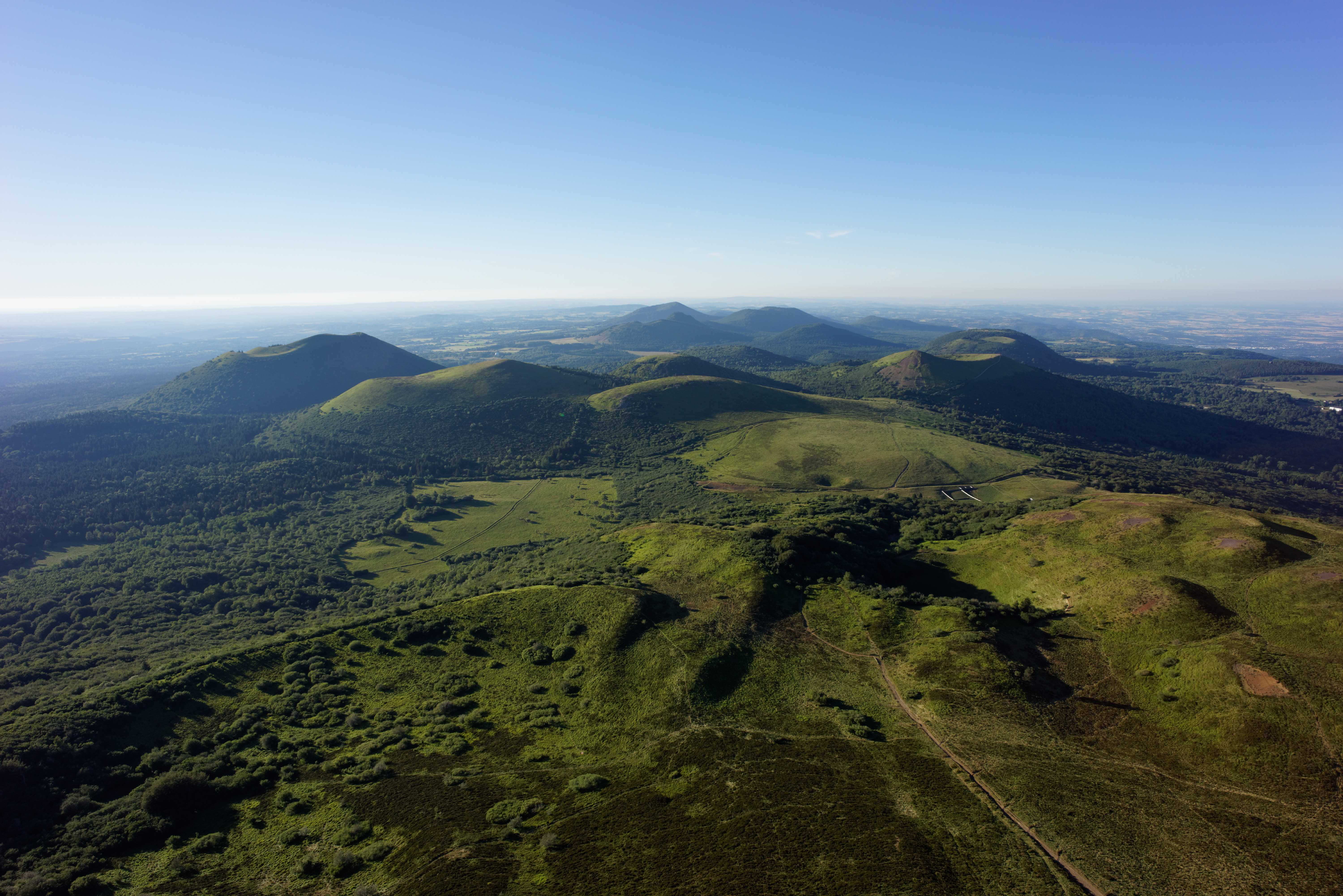
Vue de la Chaîne des Puys en Auvergne, 5e sketch.
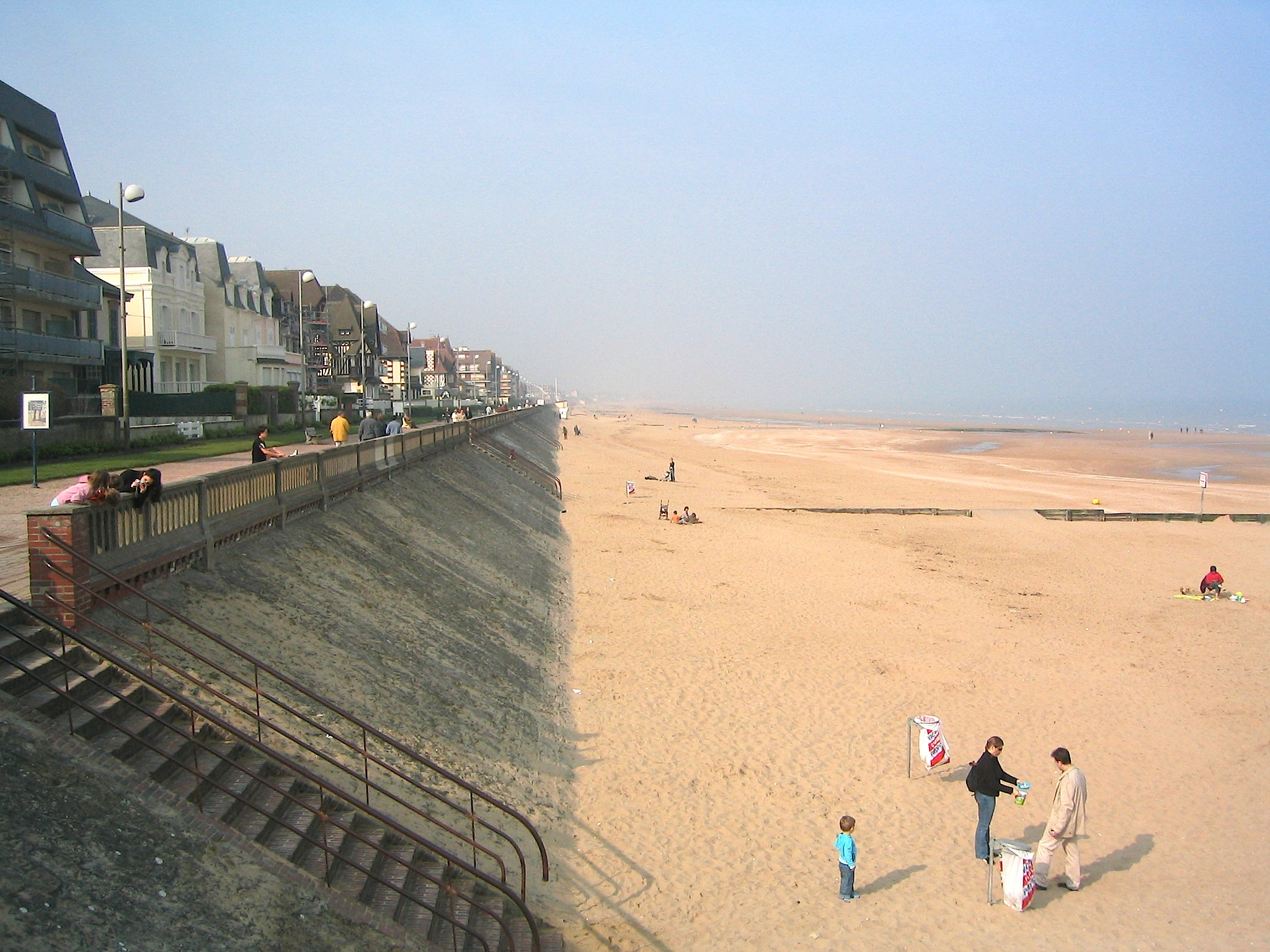
Promenade Marcel Proust et plage de Cabourg, 6e sketch.

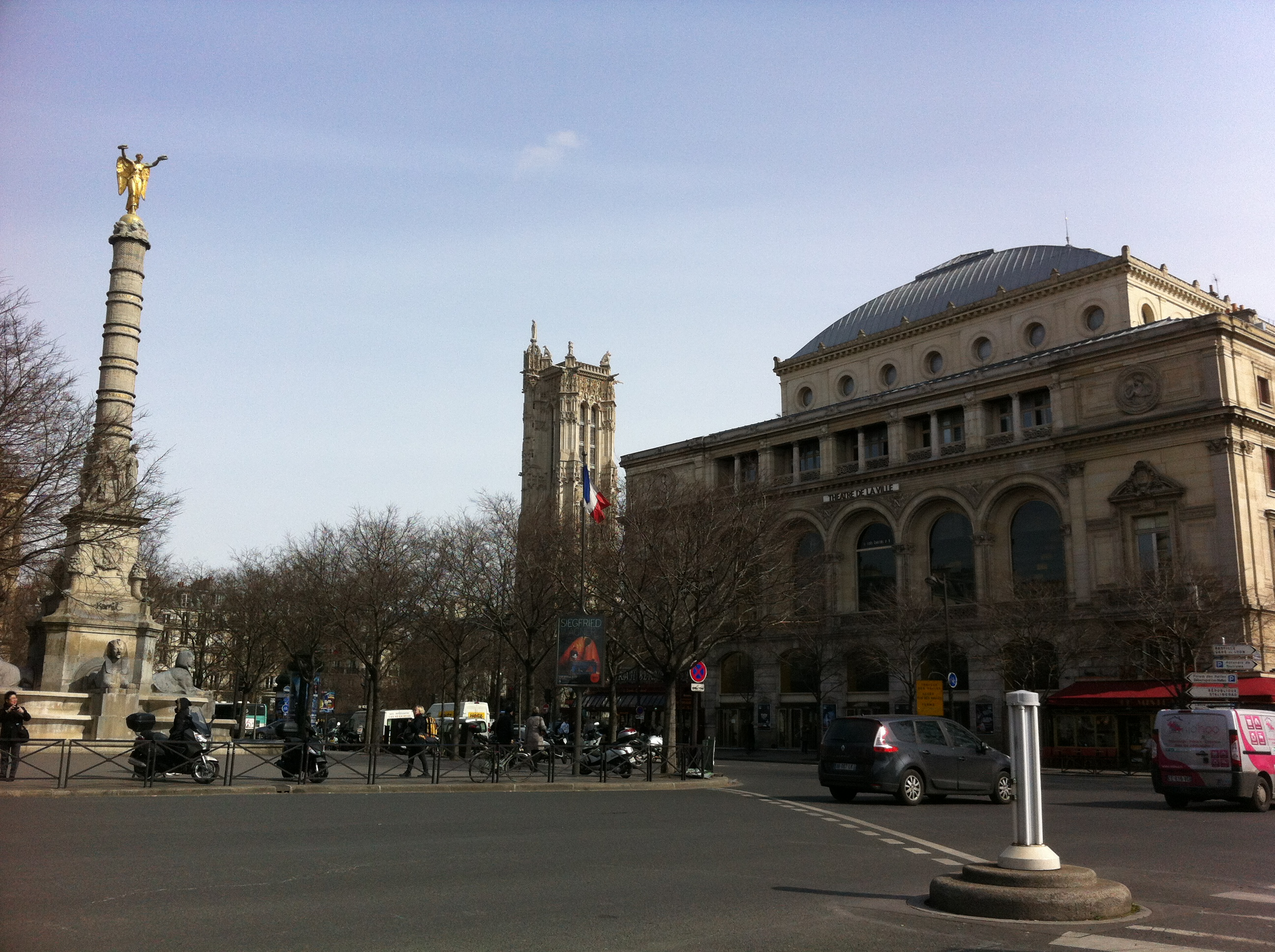
Théâtre de la Ville Sarah-Bernhardt et Place du Châtelet à Paris (4e arr), 6e sketch.
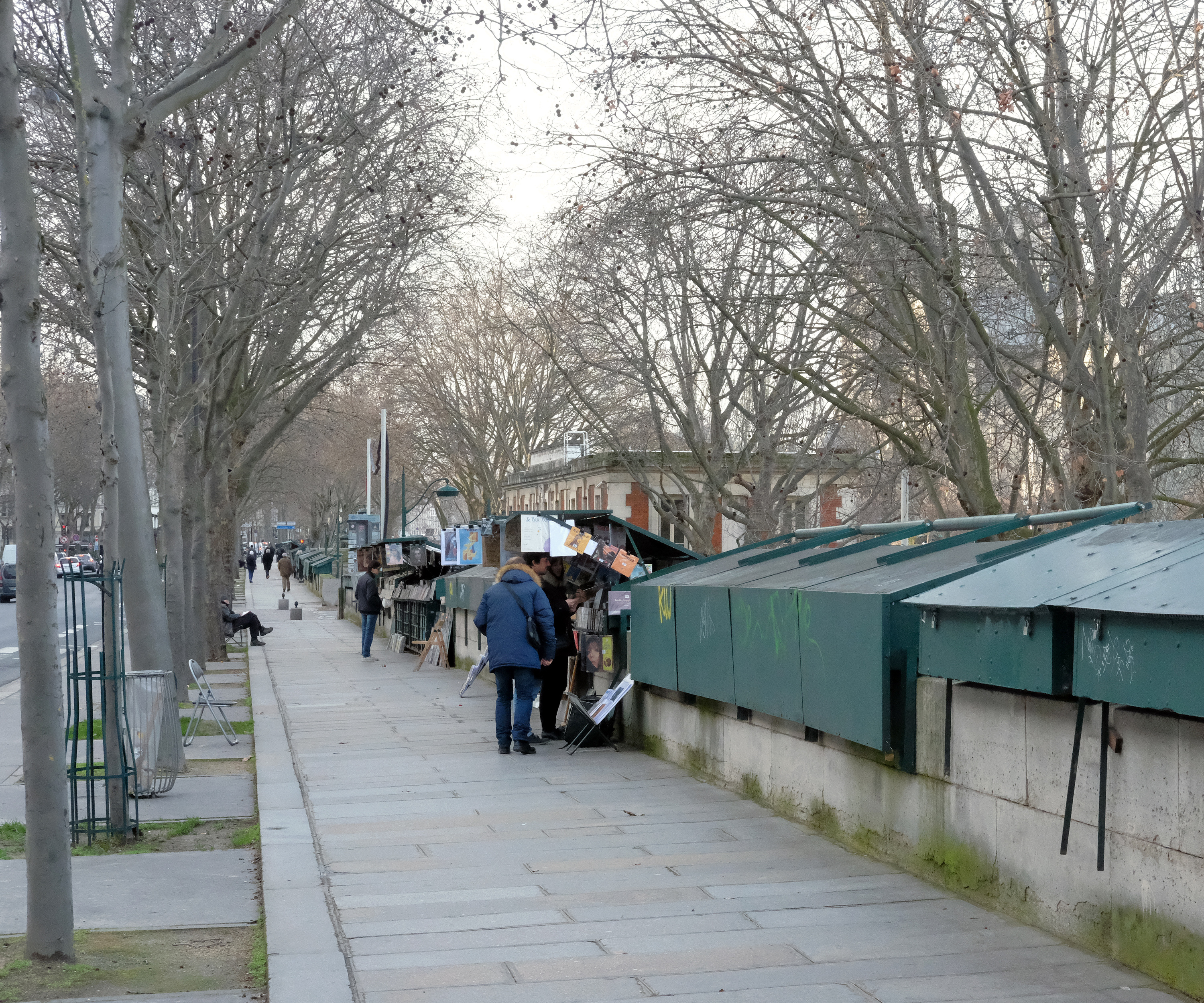
Quai de la Tournelle à Paris (5e arr), 7e sketch.
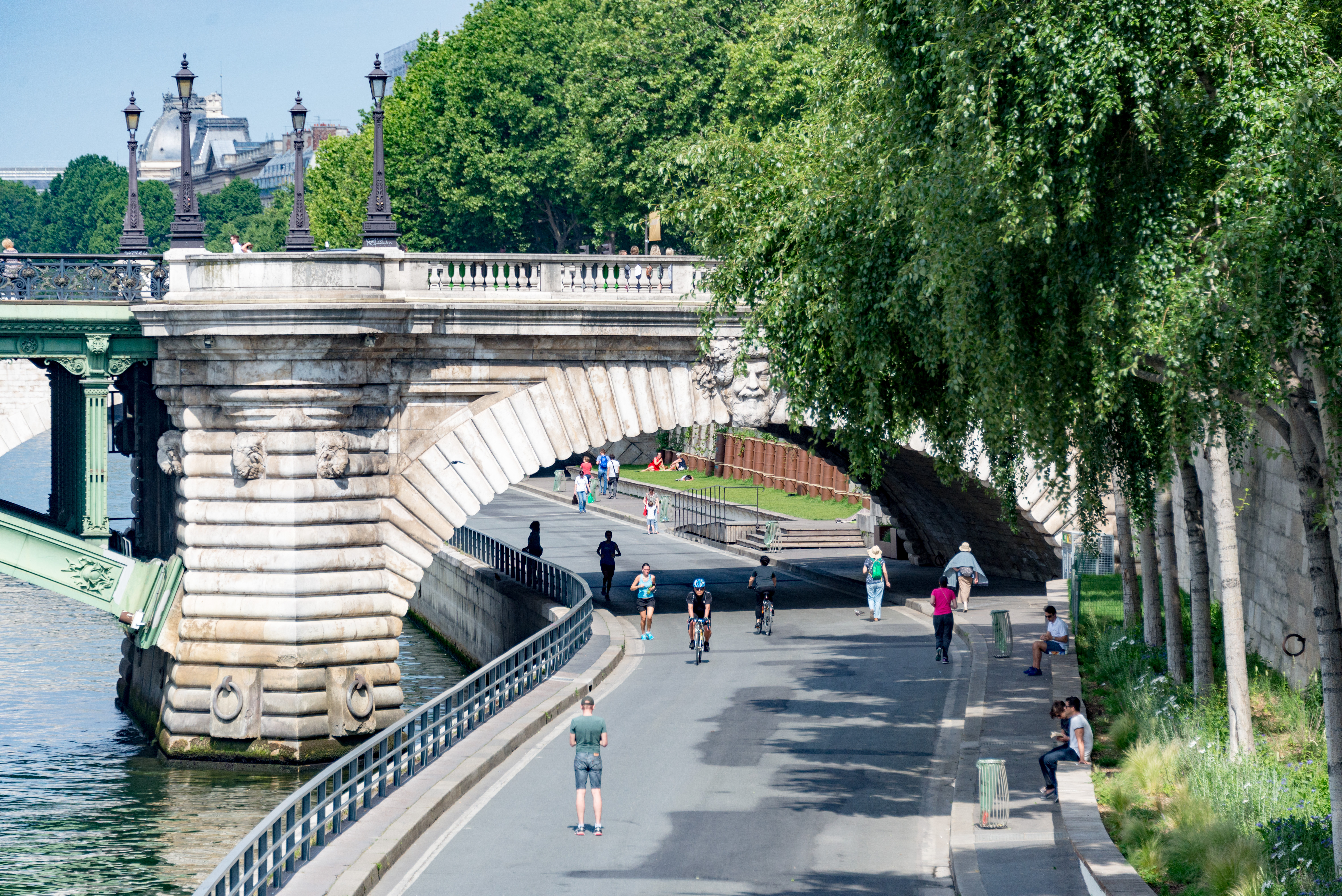
Rives de la Seine à Paris (4e arr), 7e Sketch.

## Thèmes et contexte
De la comédie débridée donnant la part belle à Louis de Funès et Jean-Claude Brialy grâce à la verve des dialogues de Michel Audiard (Tu ne déroberas point) jusqu’à la désespérance duvivieresque (Tu ne tueras point), les commandements revisités par Julien Duvivier devraient satisfaire tous les goûts avec leur incroyable distribution. En effet, de nombreuses stars françaises des années 1950 et 1960 exécutent ces Dix Commandements. Michel Simon et Lucien Baroux ouvrent et referment le film dans deux sketches rabelaisiens (Tu ne jureras point et Les dimanches tu garderas) tandis que la froide duplicité de Françoise Arnoul est confrontée à la frivolité enjouée de Micheline Presle (Tu ne convoiteras point). On assiste à la réduction en cendres des fantasmes d'Henri Tisot par l'effeuilleuse Dany Saval, qu'il avait sublimée avant de la découvrir en parigote popote et rigolote. On y voit encore Fernandel gravissant les échelons en troquant son exubérante défroque de Don Camillo (créé par le même Duvivier) pour celle plus retenue de Dieu. Le sketch le plus émouvant est sans doute celui dédié à l’amour filial (ou à l’amour tout court). Le jeune Alain Delon, après avoir rencontré son évanescente et superficielle vraie maman Danielle Darrieux (servie par un monologue écrit par Henri Jeanson face à un Delon tétanisé), devrait attendrir les plus insensibles d’entre nous lorsque, débordant d’amour, il rejoint ses faux parents dont la charismatique Madeleine Robinson en maman inquiète (Tes père et mère honoreras).

## Accueil
Critique concernant l'édition vidéo augmentée 2020.

Critique Film : « Le Diable et les Dix Commandements est donc un « film à sketches », genre extrêmement populaire dans les années 50/60 en France et en Italie. D’autant plus populaire quand il aborde le domaine de la comédie de mœurs et des sujets brûlants au parfum de scandale ! Le recours au film à sketches, c’est également l’occasion pour Julien Duvivier de réunir un extraordinaire casting. […] Ils sont venus, ils sont tous là, tous sympathisants d’un cinéma « à papa », à l’ancienne, en opposition à la Nouvelle Vague qui vient de débarquer sur les écrans français, et auquel le film fait d’ailleurs explicitement référence, de façon assez amusante d’ailleurs, puisque c’est le Diable en personne qui en parlera à travers la voix de Claude Rich. […] La saillie est sévère, d’autant qu’elle apparaît à l’image alors que Jean-Claude Brialy entre en scène — lui qui tournait indépendamment pour les anciens et pour la jeune garde du cinéma français… Mais Le Diable et les Dix Commandements n’en est pas pour autant un brûlot destiné à fâcher François Truffaut et les Cahiers du cinéma. Il s’agit en effet avant tout d’une comédie populaire jonglant avec les têtes connues tout autant qu’avec les thématiques gentiment scandaleuses : mœurs, religion, argent tout puissant — sous couvert de sketches ayant trait aux « 10 commandements », Julien Duvivier et son camarade co-scénariste Maurice Bessy s’en donnent à cœur joie dans le but de fustiger les travers de leurs contemporains, avec l’aide de dialogues volontiers misogynes signés René Barjavel, Henri Jeanson, Michel Audiard et Pascal Jardin. Les travers des français évoqués au cœur du film sont parfois triviaux et amusants, mais à l’occasion, ne prêteront plus réellement à sourire — l’épisode mettant en scène Charles Aznavour et Lino Ventura est par exemple franchement dramatique. Ainsi, Le Diable et les Dix Commandements pratique le grand écart en termes de tonalité, même si la tendance générale est à la comédie féroce — presque à l’italienne, cynique, pessimiste, dressant le portrait d’un monde abandonné aux tentations, à l’avidité, aux plaisirs les plus triviaux. Bien sûr, un des défauts du film à sketches en général est son manque d’homogénéité. Inévitablement, Le Diable et les Dix Commandements est inégal, et chaque spectateur y ira de sa préférence pour tel ou tel sketch. La durée du film, rallongée de vingt minutes par rapport à celle que l’on connaissait jusqu’ici, n’aide d’ailleurs pas spécialement le film de Duvivier à trouver son équilibre. Cela dit, les huit sketches s’avèrent solides et comptent tous leur petit moment de bravoure qui les rendent indispensables : la danse de l’escargot de Dany Saval, la découverte du sac de bijoux par Françoise Arnoul, le face à face entre Aznavour et Ventura, l’ambulance emmenant Fernandel, la tentative de séduction de Danielle Darrieux sur Alain Delon ou encore le tapissage de suspects opposant Brialy à un Louis de Funès en très grande forme. Un excellent moment. »

## Autour du film
- Le quatrième sketch, avec Françoise Arnoul, présente des similitudes avec le sketch intitulé Françoise (toujours avec Françoise Arnoul) dans le film Les Parisiennes réalisé par Claude Barma et sorti en France huit mois auparavant.
- Toujours dans le quatrième sketch, on peut reconnaître le musicien brésilien Sivuca qui joue de l'accordéon dans le groupe musical animant la soirée organisée par Philip Allan (Mel Ferrer). Sivuca interprète l'un des thèmes musicaux du film, Notre Samba, composé par Guy Magenta.
- Dans le 7e sketch (Tu ne déroberas point), on retrouve un élément du décor du 6e sketch : une affiche pour la pièce La Mégère apprivoisée dans laquelle joue Clarisse Ardant (Danielle Darrieux).

## Édition vidéo
Le Diable et les Dix Commandements sorti en 2020 en digibook DVD/Blu-ray chez Coin de Mire Cinéma. Restauration 4K à partir du négatif son français. Blu-ray : film 145 min, séance complète 165 min. DVD : film 139 min, séance complète 158 min. Livret illustré 24 pages.